# Kęstutis Skamarakas
Kęstutis Skamarakas (* 3. Juli 1952 in Ariogala, Rajongemeinde Raseiniai) ist ein litauischer Politiker.

## Leben
Von 1959 bis 1967 lernte Skamarakas in der Mittelschule Ariogala und von 1967 bis 1970 am Sovchos-Technikum Lančiūnava in der Rajongemeinde Kėdainiai. Von 1970 bis 1972 absolvierte er das Sowchos-Technikum Tytuvėnai in der Rajongemeinde Kelmė und wurde Zootechniker. Ab 1972 leistete Skamarakas den Pflichtdienst in der Sowjetarmee. Ab 1975 studierte er an der Lietuvos veterinarijos akademija in Kaunas und ab 1998 an der Fakultät für Umweltingenieurwesen der Gedimino technikos universitetas in Vilnius. Von 1993 bis 2000 war Skamarakas Generaldirektor bei AB „Mirkliai“. Von 2000 bis 2004 war er Mitglied im Seimas und von 2007 bis 2011 Bürgermeister von Raseiniai.
Ab 2000 war Skamarakas Mitglied von Naujoji sąjunga, ab 2008 der Lietuvos valstiečių liaudininkų sąjunga und dann der Lietuvos socialdemokratų partija.